# Церква Всіх Святих (Києво-Печерська лавра)
Церква Всіх Святих над Економічною брамою (або Всіхсвятська церква) — церква в складі Києво-Печерської лаври в Києві, пам'ятка архітектури XVII ст. Збудована коштом гетьмана Івана Мазепи у 1696—1698 роках в стилі українського бароко, розписи інтер'єрів виконані на початку XX ст. під керівництвом українського художника Івана Їжакевича. Присвячена святу, яке відзначається у першу неділю після Трійці. 
Церква розташована на північній межі верхньої території Лаври над Економічною брамою, що входить до системи лаврських фортечних мурів, і замикає з півночі Економічну вулицю, якою до Лаври возилися продукти харчування, будівельні матеріали тощо.

## Історія
Церква Всіх Святих зводилась в один час з Економічною брамою на кошти гетьмана Івана Мазепи у 1696—1698 роках. Деякі дослідники вважають, що автором проекту церкви був російський архітектор Дмитро Аксамитов, оскільки відомо, що він проектував Економічну браму, а також, ймовірно, фортечні мури, що примикають до храму з обох боків. 
В ніч з 21 на 22 квітня 1718 року в монастирі сталася пожежа, яка знищила всі дерев'яні споруди і пошкодила муровані. Постраждала і церква Всіх Святих, було втрачено її перший іконостас. В 1720-х роках церкву відновили. Роботу над новим іконостасом завершили в лаврській майстерні в 1741 році. 
У XVIII ст. підлогу вимостили чавунними плитами з уральських заводів Демидових. В 1904 році було проведено капітальний ремонт. В 1906 році бані покрили червоним сусальним золотом на пожертви лаврської братії — роботи здійснювала позолотна майстерня монастиря. 
Свідчення про первісний вигляд храмового живопису відсутні. Розписи церкви, які збереглись до сьогодні, були виконані у травні—серпні 1906 року під керівництвом відомого художника Івана Їжакевича учнями Лаврської іконописної майстерні. Проект розміщення композицій склав ієромонах Володимир, детальні акварельні ескізи, що були розроблені під керівництвом Їжакевича, затвердив Духовний собор Лаври. Частину розписів зроблено за власними композиціями учнів. В цей час також був реставрований іконостас.
Постановою уряду УСРР від 29 вересня 1926 церкву включено до складу Києво-Печерського заповідника. Відомо, що у 1929 році тут жили 16 ченців похилого віку. До 1949 року в приміщенні храму розміщувались фонди Державного архіву Київської області. 
В другій половині XX ст. неодноразово проводились реставрації будівлі та інтер'єру, зокрема:
- 1957—59 — проведені ремонтно-реставраційні роботи після часткової руйнації під час Другої світової війни.
- 1968—73 — реставрація монументального живопису в інтер'єрі та іконостасу (художники-реставратори В. Баб'юк, І. Дорофієнко)
- 1986—88 — проведені реставраційні роботи за проектом архітектора Є. Лопушинської.
- 1993 — проведено силікатизацію фундаментів.
- 1999 — на північному фасаді відновлено герб гетьмана Івана Мазепи[1].

## Архітектура

План церкви

Архітектура церкви поєднує елементи хрестовокупольної української дерев'яної церкви і риси мурованих споруд в стилі бароко. Будівля у плані хрещата, має два яруси, п'ятибанна. На першому ярусі по осі північ-південь влаштовано браму, її отвір закривають двостулкові ворота з глухими металевими полотнами. До брами прилеглі комори та приміщення сторожі, які перекрито хрещатими склепіннями з розпалубками. 
Приміщення церкви займає другий ярус. Всі п'ять куполів будівлі відкриті всередину приміщення. Об'єми куполів продовжуються восьмигранними барабанами, кожен з яких має по вісім вікон. Церкву вінчають позолочені грушоподібні бані з пружними перехватами, гранчастими ліхтарями, маківками і хрестами. Зі східної сторони до церкви прибудовано прямокутну вежоподібну ризницю, що з'єднана з оборонним муром.

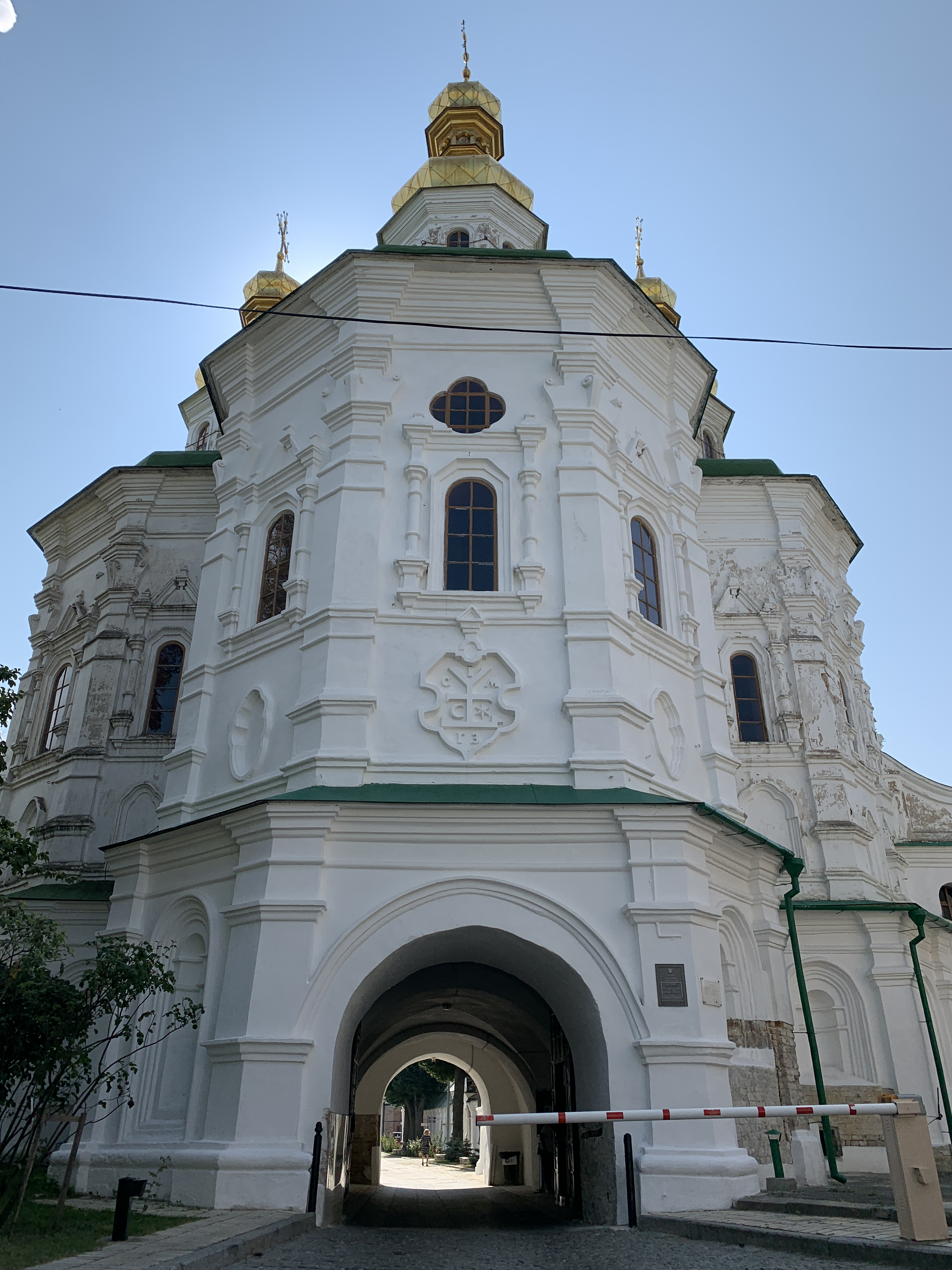
Герб Івана Мазепи на північному фасаді церкви

Побілені фасади будівлі оздоблює вишуканий пластичний декор у стилі раннього бароко із застосуванням виключно геометричних елементів (на відміну від Успенського собору і Троїцької надбрамної церкви, де переважають рослинні мотиви). На північному фасаді над отвором брами розміщений герб Івана Мазепи.

### Галерея церкви
Вхід до церкви облаштований з Економічної вулиці Лаври, ліворуч від брами, через невелику аркаду з колонами романського стилю. Її торець прикрашає бароковий фронтон, оздоблений колонками та ліпним рослинним орнаментом. З аркади на другий ярус веде наріжна галерея зі склепінчастою стелею, аркоподібними вікнами і масивними дубовими сходами.
В цілому аркада за стилем відрізняється від архітектури храму, тому існують припущення про пізнішій час її побудови.

## Інтер'єр

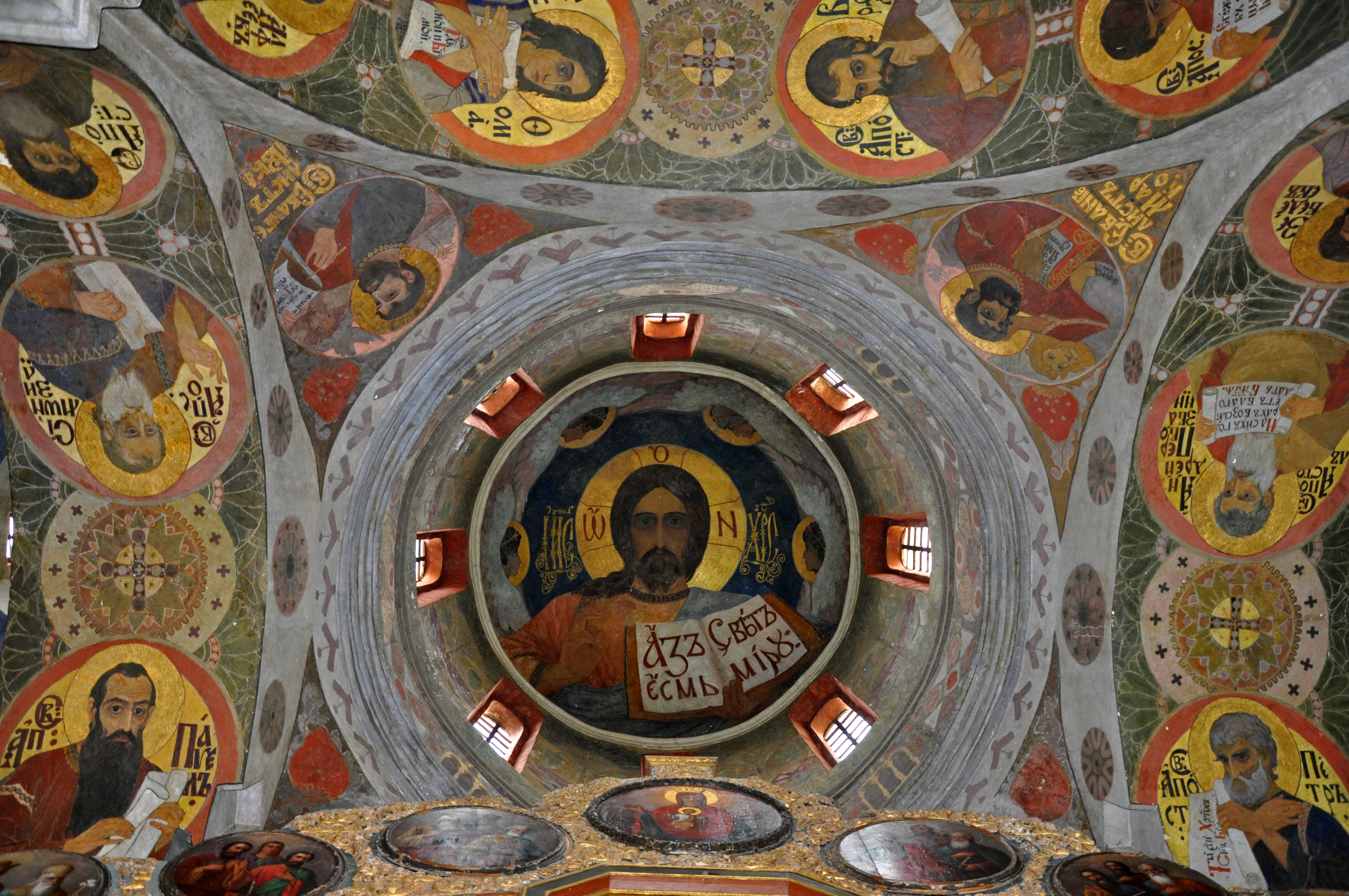
Головний купол церкви із зображенням Христа Вседержителя. По боках — підпружні арки із зображеннями апостолів

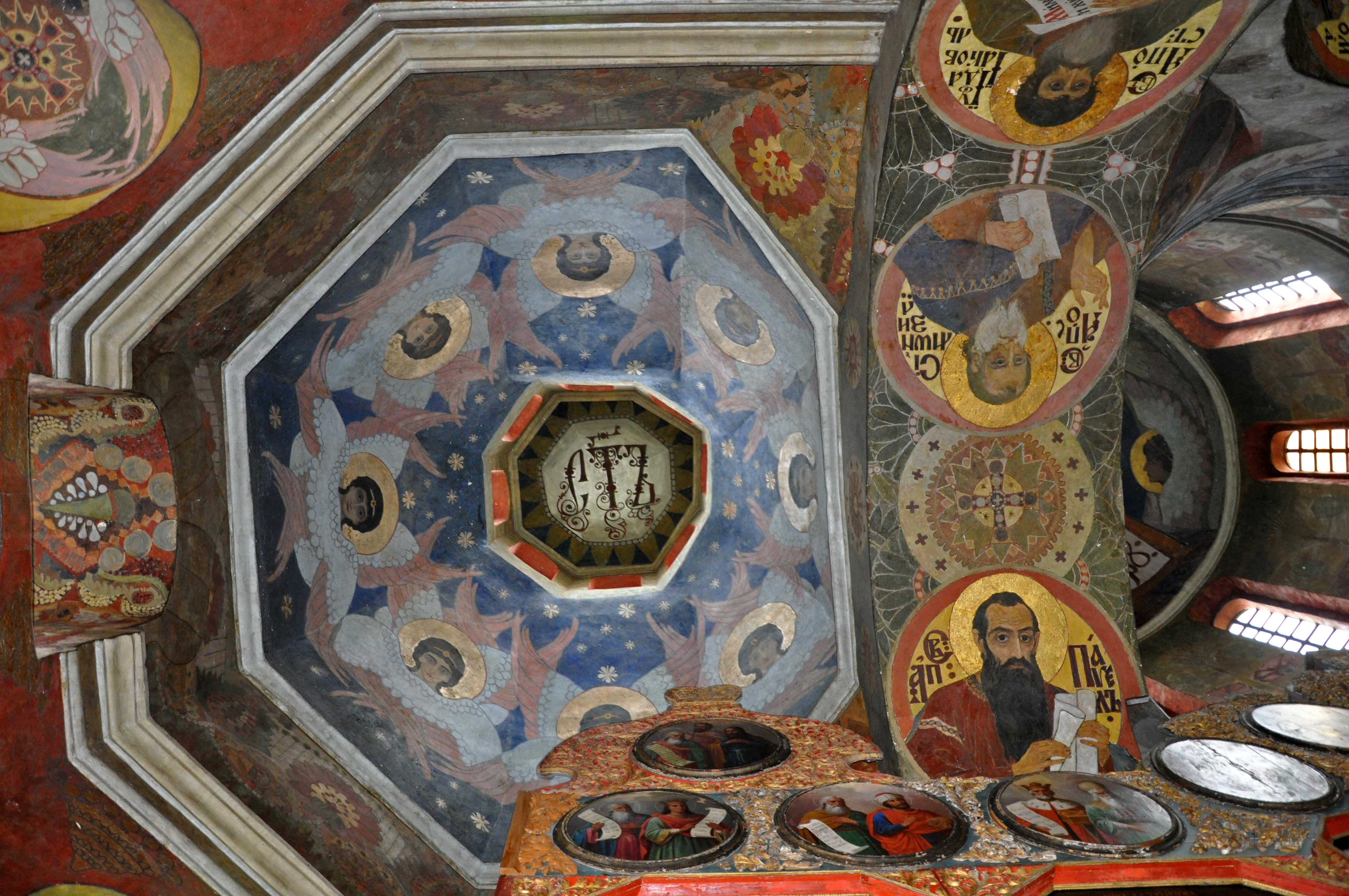
Бічний купол із зображеннями серафимів і епіграмою «СТЪ» по центру. Праворуч — підпружна арка із зображеннями апостолів

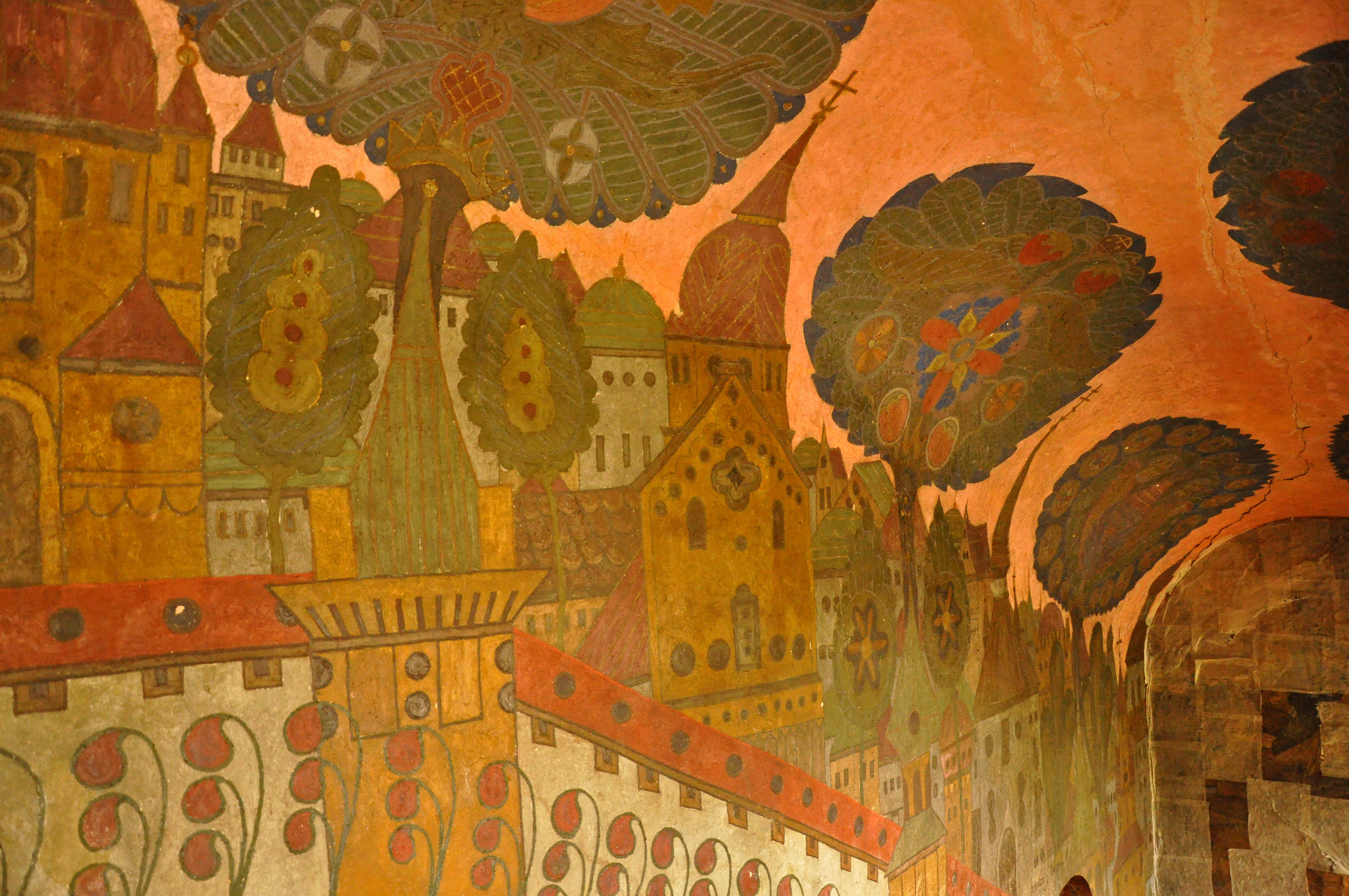
Розписи галереї, що веде до храму з вулиці

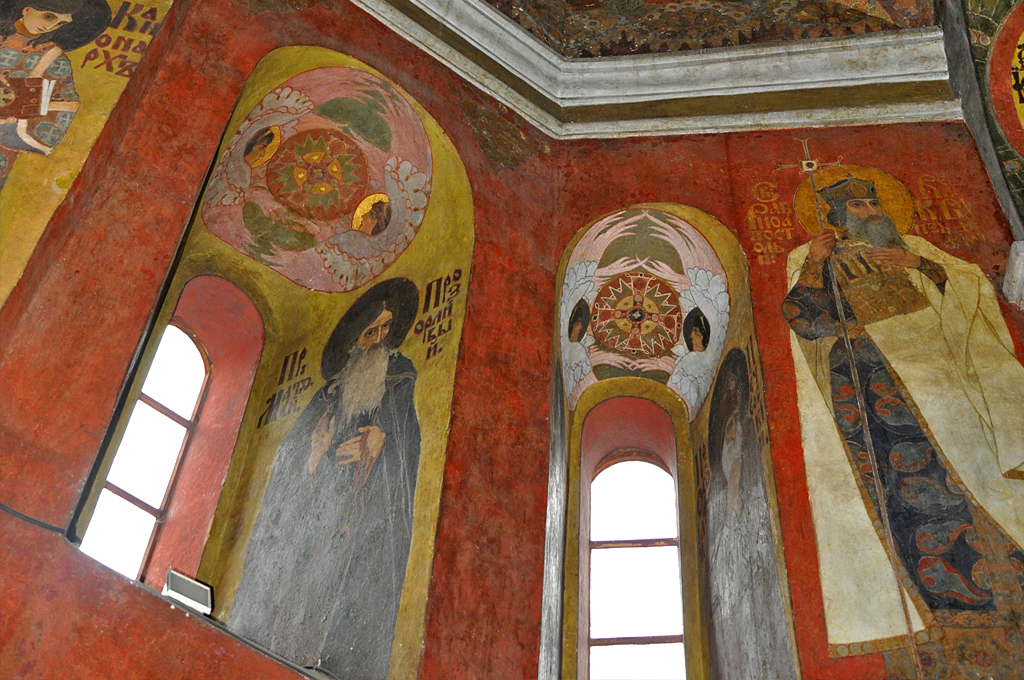
На стіні — постать св. рівноапостольного князя Володимира, на скосах вікон — печерські преподобні (західний рамено храму)

Внутрішня будова храму має ефектне висотне розкриття і своєю конструкцією відповідає зовнішньому поділу на п'ять камер. Кожній камері у храмі відповідає свій підбанний простір. Через численні вікна інтер'єр щедро заповнюється світлом.

### Розписи церкви
Розписи храму виконані 1906 року учнями Лаврської іконописної майстерні під керівництвом Івана Їжакевича в стилістиці доби модерну. Вони органічно вплетені у барокову архітектуру споруди, сюжети відображають присвячення храму Всім Святим. Своєрідним епіграфом слугує стилізований під давньоруську в'язь надпис поруч із вхідними дверима: «Дивенъ Богъ во святыхъ своихъ...». 
Для живопису характерне поєднання архаїзації з прийомами реалістичного живопису, світла насичена гама кольорів. Постаті виконані загалом площинно з мінімальним використанням світлотіньового моделювання, іноді з графічним підкресленням силуетів і акцентуванням чітко виконаних написів. Найбільш ретельно й тонко виконані орнаментальні композиції, в них простежується значний вплав української народної орнаментики. Збереглись незначні фрагменти від первісних розписів за вівтарем та в нішах південної частини храму. Це саме орнаментальні розписи — стилізовані вазони з квітами, що виконані лінійно в два-три кольори (червоно-брунатний, світло-червоний, вохристий) на сіро-зеленкуватому тлі на зразок шпалер.
Стіни, арки і склепіння храму поділено на кілька регістрів. Нижню частину стін займають панелі пофарбовані темно-брунатим з домішкою зеленого кольору, вище, через смугу з рослинним орнаментом, друга панель пурпурово-червоного кольору з орнаментом світложовтих квітів.
В центральній найбільшій бані зображений Христос Вседержитель та чотири серафими. Христос постає як Спаситель з написом у відкритій книзі в його руках: «Азъ єсмь светъ міру». У чотирьох бічних склепіннях під банями зображено 32 серафими, вони намальовані енергійно і ніби витають під ультрамариново-синіми склепіннями, колір яких добре гармонує з сірими та темно-рожевими відтінками їхніх крил. По центру кожного склепіння на стелі зображено золоту мандорлу, стилізовану під квітку, з орнаментально-епіграфічною композицією з літер «СТЪ» (що є скороченням він «свєтъ» і вторує напису в книзі Христа). 
На стінах храму, на глибоких віконних скосах та арках зображено постаті християнських святих, апостолів, печерських преподобних:
- На південній і північній стінах вівтаря — чотири святителя на повний зріст, у вівтарі — св. апостол Іаков, у вівтарних нішах — св. архідиякон Стефан, сцена «Різдво Христове».
- На північній стіні західного рамена храму — образ св. рівноапостольного князя Володимира, що є переробкою відомого образа створеного В. Васнецовим з Володимирського собору в Києві.
- На протилежній південній стіні — святі рівноапостольні Кирило і Мефодій.
- На віконних скосах зображено 22 постаті печерських преподобних, серед яких — Марко Печерник гробокопач, Авраамій Працелюбний, Єремія та Матфей Прозорливі, Феофіл та Йоан Печерські, Микола Святоша, Прохор Лободник, Ісаакій затвірник, Мойсей Угрин та інші.
- На трьох підпружних арках в круглих медальйонах на яскраво-жовтому тлі в червоно обрамленні, з золотими німбами та чорними написами, зображені 10 апостолів: Петро, Павло, Андрій Первозваний, Яків, Хома, Юда, Симон Зилот, Пилип, Іаков Заведєєв, Варфоломій.
- На вівтарній арці — в медальйонах зображенні чотири святителя: св. Микола Чудотворць, св. Афанасій Великий, Спиридон Триміфунтський та св. Григорій Богослов[1].

Рівень виконавської майстерності різних фрагментів живопису в інтер'єрі коливається, особливо у постатях святих на віконних скосах.

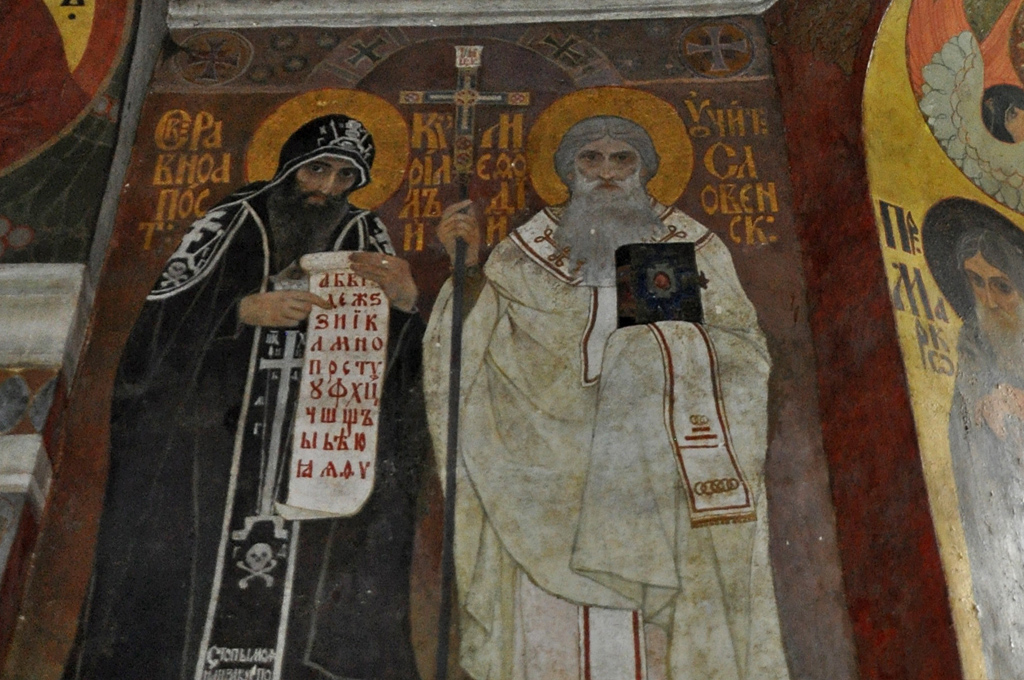
Постаті святих рівноапостольних Кирила і Мефодія (західний рамен храму).
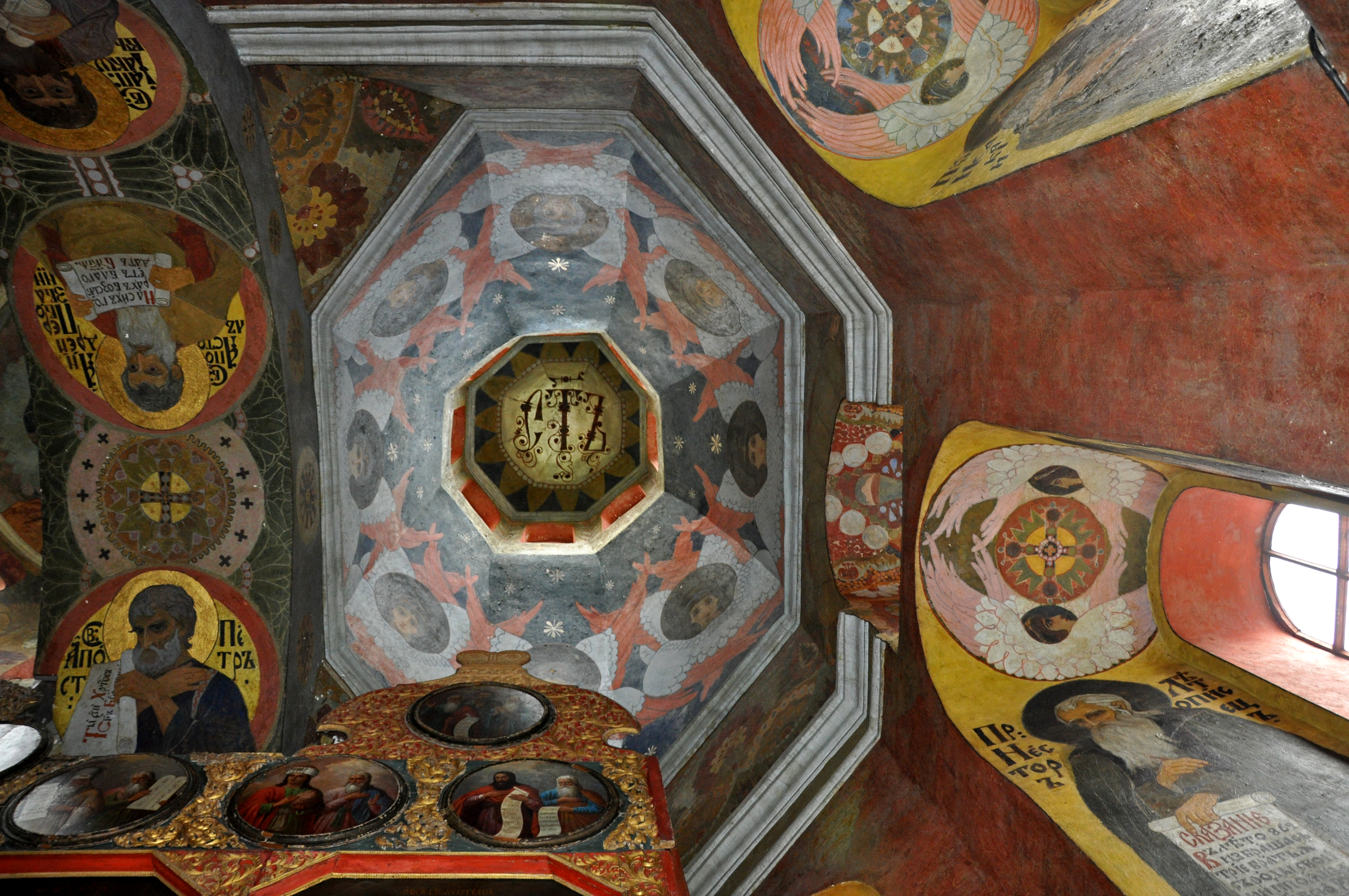
Бічний купол.
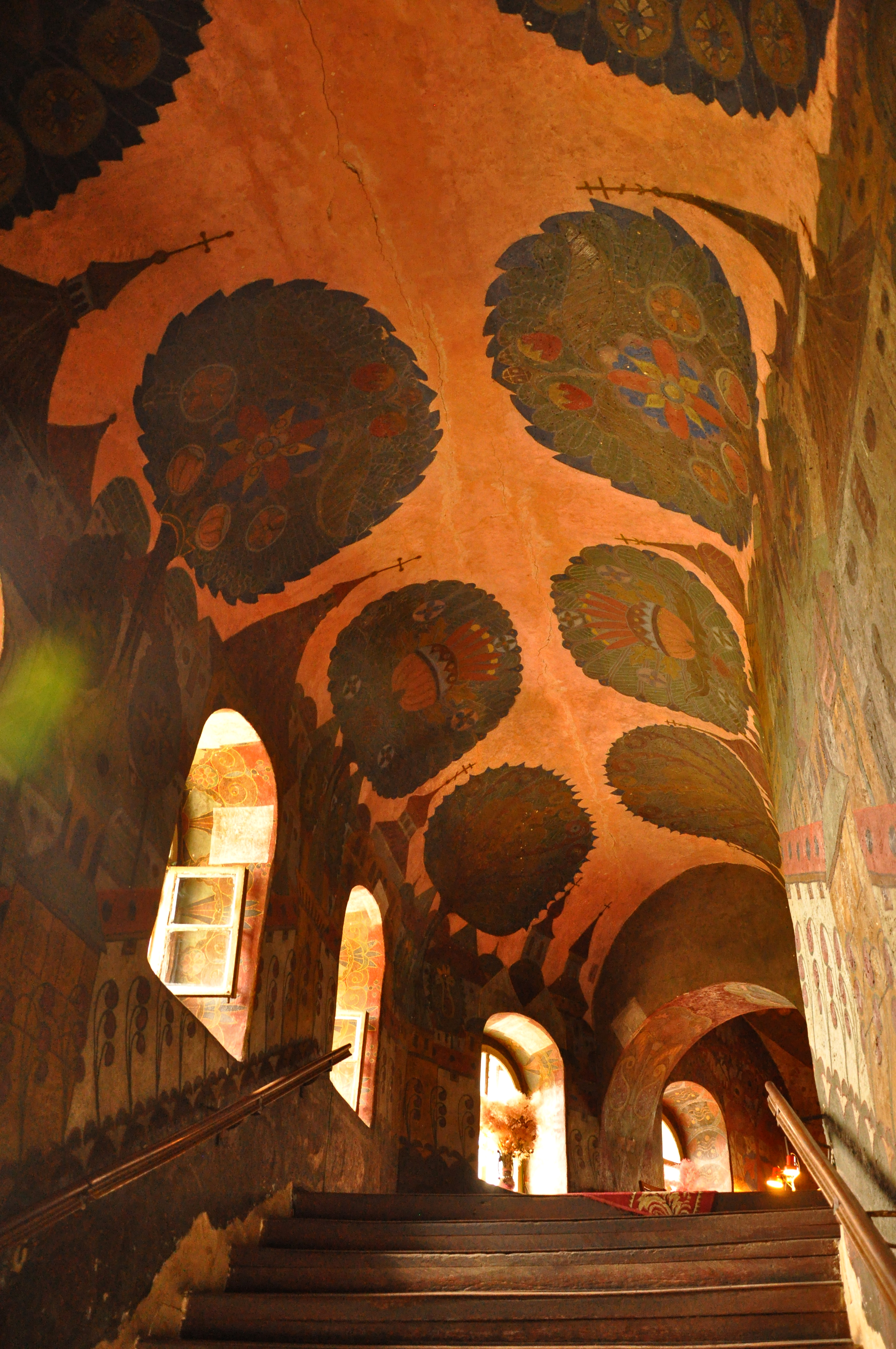
Розписи галереї.

### Розписи галереї
Стіни і склепіння галереї, що веде до храму, також вкрито олійним розписом 1906 року. Над аркою входу до галереї — зображення гори Афон з монастирями біля її підніжжя. На стінах — стилізований краєвид монастиря, в якому геометризована архітектура поєднується із орнаментальною рослинністю на тлі рожевого неба. Стіни невеличкого приміщення перед самим входом до церкви вкрито розписом у вигляді фантастичних німбів-соняхів в поєднанні з іншими рослинними мотивами.

### Іконостас

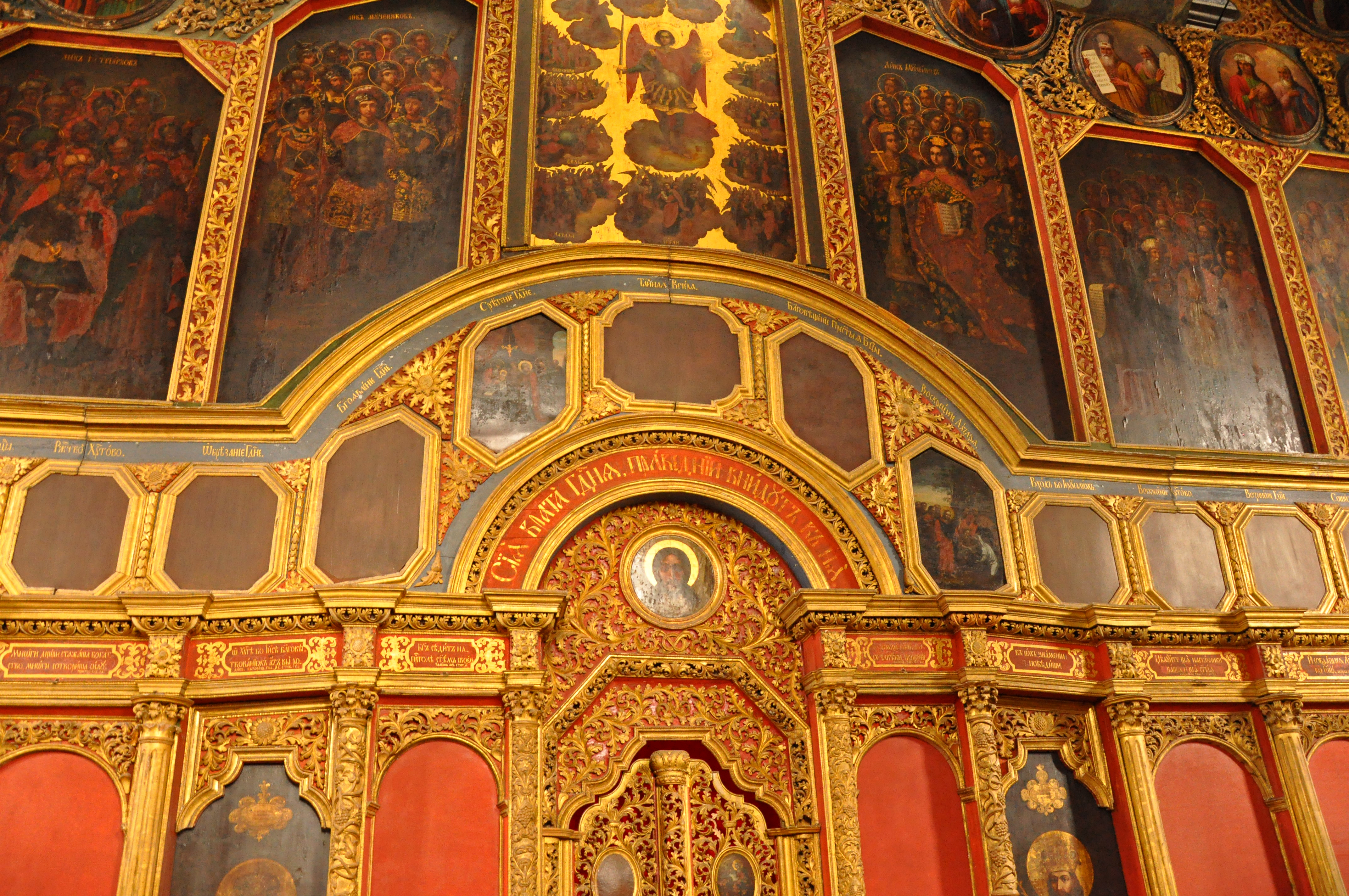
Центральний фрагмент іконостасу

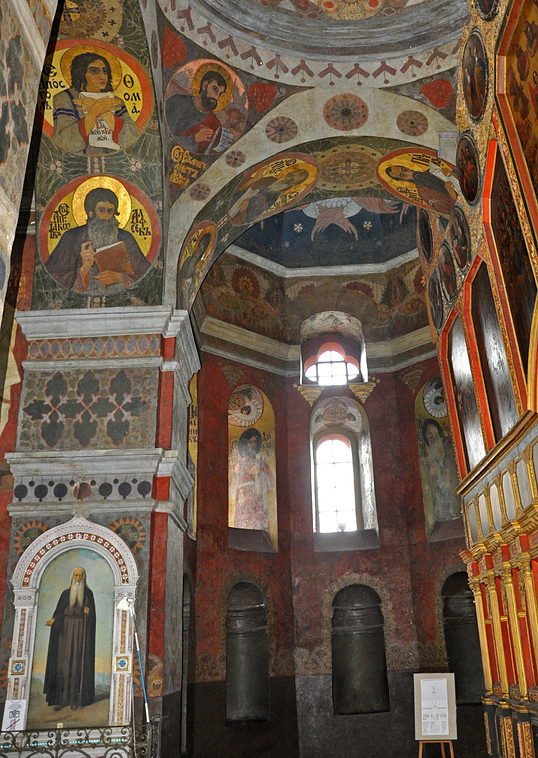
На рівні нижніх панелей — ніші для поліпшення акустики

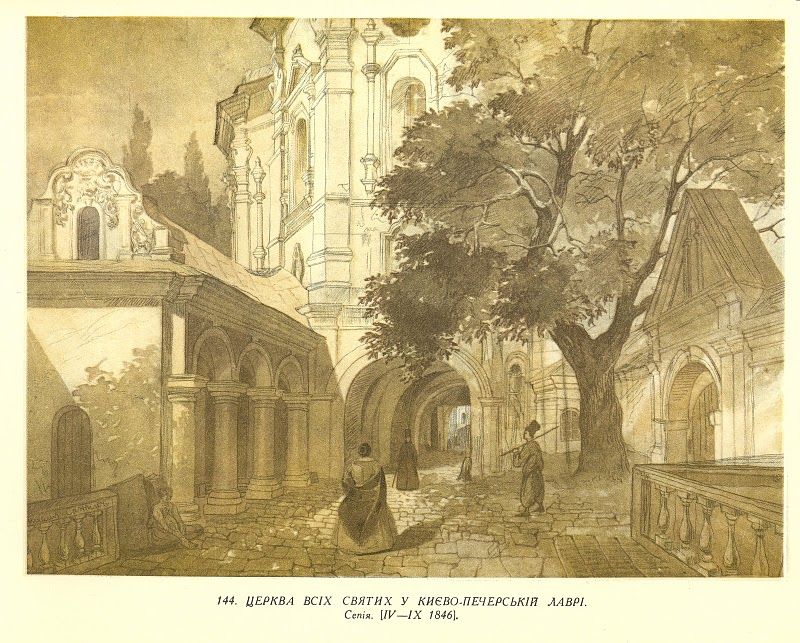
Тарас Шевченко. Церква Всіх Святих, 1846, сепія

П'ятиярусний різьблений іконостас XVIII-XIX ст., що здіймається майже на всю висоту храму до склепінь, виготовили в лаврській майстерні сницарі Іларіон Сповольський і Солофеєїл Микитич. Припускають, що спочатку він призначався для іншої церкви, з якої був перенесений до Церкви Всіх Святих.
Оформлений у стилі раннього бароко на основі вільно трактованого коринфського архітектурного ордеру, з позолоченими колонами, орнаментальними вставками і лініями карнизів на пурпуровому тлі. Раніше містив 52 ікони, під час Другої світової війни частина ікон зникла і їх залишилось 36.
З іконостаса до вівтарної частини церкви ведуть троє дверей з тригранними завершеннями, характерним для народної української архітектури: по середині — Царські врата, по обидві сторони від них — дияконські двері. Царські врата складаються з двох стулок, прикрашених ажурним золотим орнаментом у вигляді акантового листя та грон винограду. На дияконських дверях зображені постаті візантійського імператора Костянтина (праворуч) і київського князя Володимира Святославича (ліворуч), які є довершеними творами українського барокового малярства.

### Кіоти
Два мармурові мозаїчні кіоти початку XX ст., що були перенесені з Трапезної палати Лаври, розміщені на південній та північній стіні. Ікони для них написав живописець В. Фартусов. На одній іконі зображений Іоанн Предтеча, а на іншій — преподобний Іоаникій Великий.

## Акустика
Церква має дуже гарну акустику. Її зокрема поліпшують глибокі ніші, що облаштовані по периметру зовнішніх стін споруди на рівні нижніх панелей. Ніші перекриті конхами і мають внутрішні профільовані карнизи.
Під час ремонтних робіт 1958—59 років під чавунним настилом підлоги XVIII ст. виявили велику кількість так званих голосників — керамічних глечиків різних форм і розмірів. Вони були зариті у п'ять рядів горловиною донизу по лінії іконостаса, а також у вівтарі в піщаному прошарку. Дослідники вважають, що такі глечики застосовувались в храмах як резонатор для посилення звуку, а також для полегшення конструкції споруди. 

## У мистецтві
- Тарас Шевченко в 1846 зобразив Церкву Всіх Святих на замальовці (сепія)[2].

## Доповнення
1. ↑  В роботах по розпису церкви брали участь 18 учнів Лаврської іконописної школи (С. Андрєєв, М. Висоцький, Я. Давиденко, М. Зубарєв, Р. Кожедуб, Ф. Коновалюк, О. Павленко, П. Пастухов, В. Поварницький, О. Попович, Г. Рибаков, В. Сидоренко, Г. Скліфос, О. Судомора, Г. Теленков, К. Циганок, В. Шуршинов, Я. Яковенко), п'ять послушників іконописно ї майстерні (М. Алексєєв, В. Лукін, Є. Хоменський, І. Чернявський, А. Черняков — колишні учні школи) та чернець Стратоник (Богдан).
2. ↑  Свята Гора Афон тісно пов'язана з історією Києво-Печерської лаври: преподобний Антоній став на Афоні іноком, і повернувшись до Києва, заснував з благовоління Святої Гори один з перших монастирів в Київській Русі.